# Ян Лин
Ян Лин (кит. упр. 杨凌, пиньинь Yáng Líng, род. 24 мая 1972, Пекин) — китайский стрелок, специалист в стрельбе по подвижной мишени. Двукратный олимпийский чемпион, чемпион мира.

## Карьера
Спортивной стрельбой Ян Лин начал заниматься в 1986 году. Спустя четыре года впервые попал в состав китайской сборной.
Китайский стрелок не прошёл в состав олимпийской сборной, которая отправлялась на Игры в Барселоне. В межолимпийский период он несколько раз занимал призовые места на этапах Кубка мира и прошёл в состав сборной на Игры в Атланте. К тому же за два месяца до Олимпиады он установил мировой рекорд в своей дисциплине.
Там он выступал в стрельбе по подвижной мишени с 10 метров. Уже после квалификационного раунда он захватил лидерство с солидным четырёхочковым преимуществом, которое он в финале только увеличил и стал чемпионом, обойдя ближайшего преследователя более чем на шесть очков.
На Играх в Сиднее Ян Лин смог защитить своё чемпионское звание. Однако на этот раз золотая медаль была завоёвана в остром соперничестве с молдавским спортсменом Олегом Молдованом. В квалификации китаец опередил его лишь на балл, а в финальном раунде уступил Молдовану 0,9 балла, сохранив итоговый минимальный перевес (681,1 против 681 балла).
Несмотря на олимпийские успехи Ян Лин не слишком удачно выступал на чемпионатах мира. Единственная индивидуальная медаль была им завоёвана лишь на чемпионате мира в Лахти. Также четырежды он завоёвывал медали в составе команды, в том числе золото соревнований 2006 в Загребе.
Вместе с другими семью китайскими спортсменами нёс Олимпийский флаг на Церемонии открытия летних Олимпийских игр 2008.